# تالدی-بلاغ (شهرستان تلاس)
تالدی-بلاغ (به قرقیزی:Талды-Булак، تالدى بۇلاق) یک منطقهٔ مسکونی در قرقیزستان است که در شهرستان تلاس واقع شده‌است. تالدی-بلاغ ۲٬۶۲۵ نفر جمعیت دارد و ۲٬۰۲۲ متر بالاتر از سطح دریا واقع شده‌است.